# San Marcos (Jalisco)
San Marcos è un comune del Messico, situato nello stato di Jalisco.